# Patroclus von Troyes

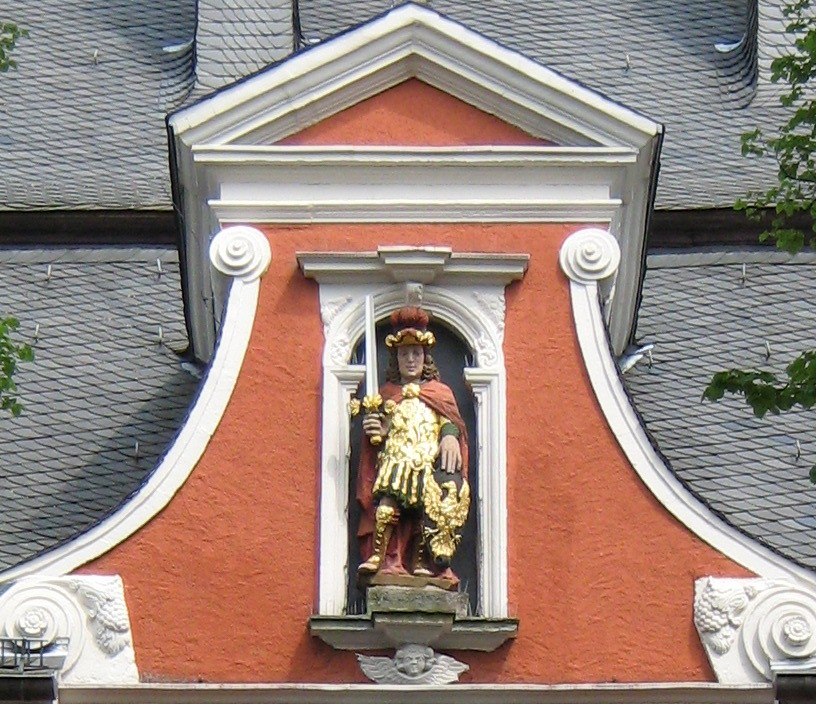
Patroklus als Schutzpatron der Stadt Soest; barocke Darstellung, 18. Jh., am Mittelgiebel der westlichen Rathausfront

Patroclus von Troyes (Französisch: Patrocle, abgeschliffen Parre(s), Englisch: Patroccus, Westfälisch: Patrockel, Deutsch: Patroklus; * um 200; † um 259 in Troyes) war ein Heiliger und Märtyrer.

## Vita und Heiligenverehrung
Er wurde der Legende nach während der Christenverfolgung Valerians enthauptet. Sein Name ist identisch mit dem homerischen Patroklos.
Erzbischof Brun von Köln überführte die Reliquien von Frankreich in den St.-Patrokli-Dom (964) in Soest, wo er noch heute verehrt wird. In Nachfolge des heiligen Petrus als Patron der ältesten Stadtpfarrkirche, der St.-Petri-Kirche, und Wappengeber der Stadt, wurde Patroklus zum Schutzpatron (Schutzheiligen) von Soest.
Vom Märtyrer Patroclus leiten sich auch die Namen zweier Orte in der unmittelbaren Umgebung von Troyes ab: Saint-Parres-lès-Vaudes und Saint-Parres-aux-Tertres (2.700 Einwohner). Die Einwohner dieser Saint-Parres heißen auf Französisch Patroclien(ne)s. Zwischen der Stadt Soest und Saint-Parres-aux-Tertres besteht eine Städtefreundschaft.

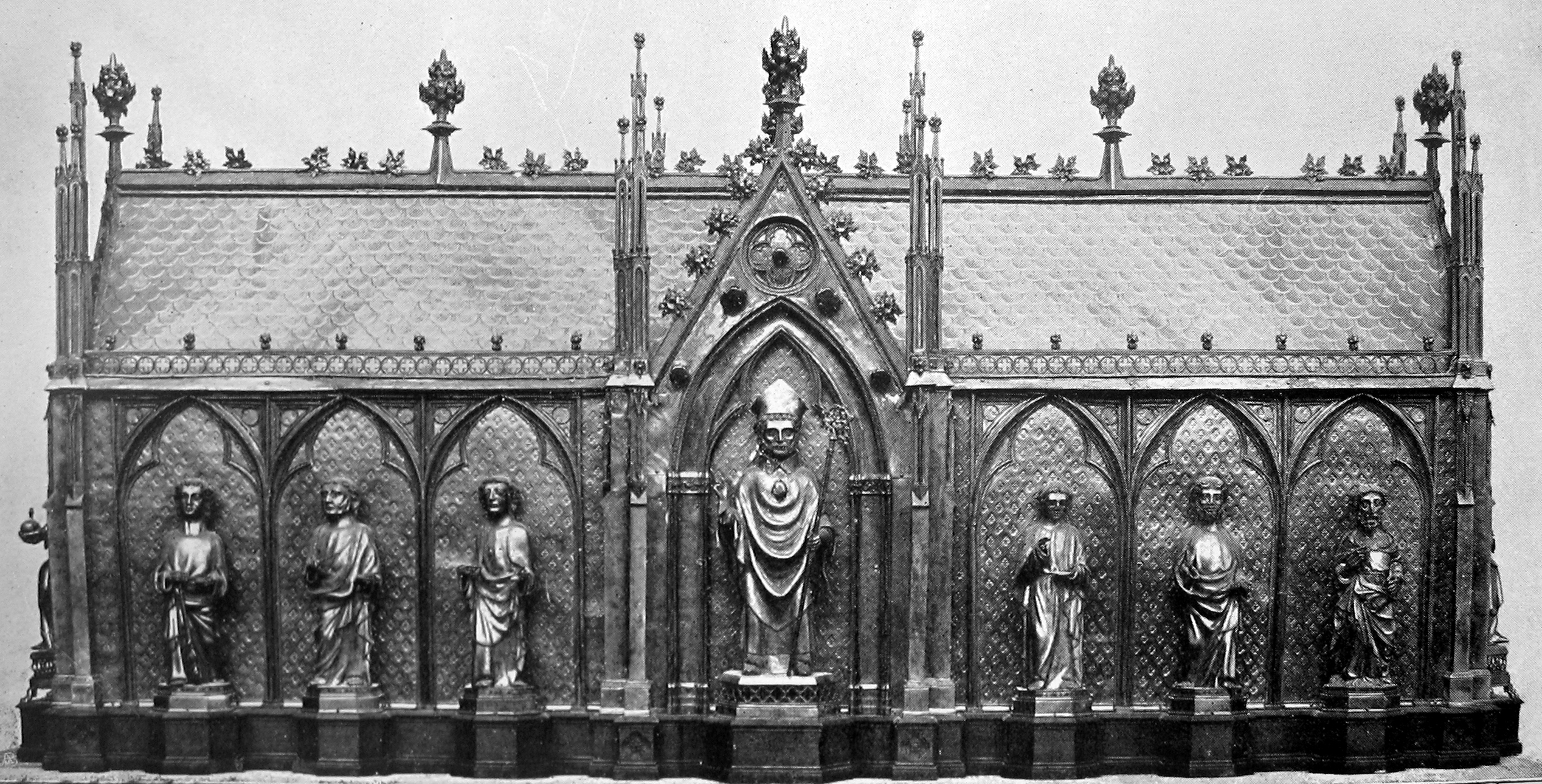
Patroklusschrein aus Soest, Reste heute in Berlin

Kunsthistorisch bedeutend ist der historische Patroklusschrein, dessen Überreste heute im Besitz von Skulpturensammlung und Museum für Byzantinische Kunst (Berlin) sind.
Patroclus von Troyes ist nicht mit dem merowingischen Heiligen Patroclus von Bourges zu verwechseln.